# Slammiversary 2015
Slammiversary 2015 è stata l'undicesima edizione dell'omonimo pay-per-view prodotto annualmente dalla Total Nonstop Action (TNA). L'evento si è svolto il 28 giugno 2015 alla Impact Zone di Orlando (Florida).
È stato il primo pay-per-view del 2015 della Total Nonstop Action (TNA), che non ne organizzava uno da Bound for Glory 2014.

## Background
Durante l'ultimo match della rivalità tra Magnus e Bram, James Storm interviene salvando Mickie James da un attacco. Il 24 aprile ad Impact Wrestling Magnus e Mickie James annunciano il ritiro di quest'ultima dal mondo del wrestling per crescere il figlio della coppia Donovan, venendo interrotti da Storm, il quale cerca di dissuadere Mickie. Più tardi nel backstage Davey Richards, il quale è reduce da una faida con la Revolution, avvicina Magnus dicendogli di non fidarsi di Storm, dunque Magnus chiede ad un cameraman di tenere d'occhio Mickie. In seguito alla visione dei filmati, Magnus dice a Storm di stare lontano da lui e da Mickie. La settimana successiva i due hanno un nuovo confronto, con Storm che provoca Magnus al punto di portarlo ad attaccarlo con una chitarra, dando ufficialmente il via alla faida. La settimana successiva Magnus sfida Storm, vendendo però avvicinato dal resto della Revolution, cioè Abyss, Manik e Khoya. La stessa sera Storm incontra i suoi compagni di stable, dicendogli di non intromettersi. Il 3 giugno Storm incontra Mickie a Nashville nel Tennessee, dove James le ruba il cellulare e la spinge sulle rotaie della stazione dei treni. Storm chiama Magnus con il cellulare di Mickie, avvertendolo del suo arrivo. Il 17 giugno Magnus si presenta ad Impact Wrestling prendendo in "ostaggio" lo show fino a che Storm non si fosse fatto vivo. La security arriva per prendere Magnus, con questi che minaccia di attaccarli se avvicinassero. Storm esce allo scoperto con un passeggino, e comincia a sparare a zero su Magnus e la sua famiglia, causando la reazione dell'inglese. Quando Magnus riesce ad avvicinarsi a Storm, questi calcia il passeggino giù dallo stage, rivelando che anziché Donovan vi era solo una bambola.
Il 16 giugno la TNA annuncia sul suo sito ufficiale il ritorno del King of the Mountain match a Slammiversary. Il 24 giugno, durante la puntata live di Impact Wrestling, Jeff Jarrett, accompagnato dalla moglie Karen, fa il suo ritorno a sorpresa ed annuncia la partecipazione al match. Il 25 giugno vengono annunciati i restanti quattro partecipanti al match: Matt Hardy, Eric Young, Bobby Roode e Drew Galloway, e che il vincitore sarebbe stato il primo TNA King of the Mountain Champion.
Il 17 aprile, in seguito ad una sconfitta con i Dirty Heels (Bobby Roode e Austin Aries), Jessie Godderz attacca il suo compagno di team Robbie E, ponendo fine ai BroMans. Il 15 maggio Robbie E sconfigge Godderz, con quest'ultimo che chiede un rematch immediato, venendo sconfitto nuovamente. Godderz richiede un terzo match, ed ancora una volta Robbie ne esce vincitore. Subito dopo il match Godderz colpisce con un microfono Robbie E, per poi incastrargli una sedia in testa e lanciarlo contro il paletto del ring. Il 17 giugno Godderz batte per sottomissione il terzo membro dei BroMans DJ Z, per poi venire attaccato dal rientrante Robbie E subito dopo l'incontro. L'incontro tra Robbie E e Jessie Godderz viene ufficializzato il giorno seguente.
Il 22 giugno viene annunciato che la Dollhouse (Taryn Terrell, Jade e Marti Bell) avrebbero affrontato Brooke e Awesome Kong in un handicap match.
Il 24 giugno ad Impact Wrestling viene annunciato che Lashley e Mr. Anderson avrebbero affrontato Ethan Carter III e Tyrus in un tag team match.
A Destination X Bram dice di voler "riscrivere la storia della TNA" sfidando qualunque wrestler del roster passato. A rispondere alla sfida è Crimson, il quale viene sconfitto. La settimana successiva Bram sconfigge Joseph Park. Il 24 giugno a rispondere alla sfida è Vader, il quale vince per squalifica. In soccorso a Vader arriva Matt Morgan. Dopo il salvataggio viene annunciato il match tra Bram e Morgan a Slammiversary.
Dopo che i Wolves (Davey Richards ed Eddie Edwards) furono costretti a rendere vacanti i TNA World Tag Team Championship in seguito ad un infortunio alla caviglia di Edwards, viene sancito un Ultimate X match il 17 aprile ad Impact Wrestling. Il match viene vinto dagli Hardys dopo aver sconfitto il Beat Down Clan (Low Ki e Kenny King), il team formato da Ethan Carter III e Bram e quello formato da Mr. Anderson e Rockstar Spud, laureandosi per la prima volta campioni. Tuttavia anche i fratelli Hardy sono costretti a rendere vacanti i titoli poco dopo la conquista in seguito ad una frattura della tibia di Jeff Hardy. Con i titoli vacanti, l'8 maggio ad Impact Wrestling i Dirty Heels (Bobby Roode e Austin Aries) dichiarano di volere i titoli. In seguito si presenta Davey Richards annunciando la guarigione di Eddie Edwards, e concordano di sfidarsi in una serie al meglio dei 5 match per decretare i nuovi campioni. I Wolves si aggiudicano il primo match della serie il 15 maggio, ed il 29 maggio si portano sul 2-0. La settimana successiva i Dirty Heels accorciano le distanze battendo slealmente i Wolves. Il 17 giugno Aries non può combattere, dunque Roode e Edwards si sfidano in singolo, ed il vincitore avrà il diritto di scegliere la stipulazione del quarto match. Ad avere la meglio è Edwards, il quale annuncia che il quarto match sarà un Full Metal Mayhem, il quale viene vinto dai Dirty Heels, riportando così il risultato in parità. Viene annunciato che a Slammiversary Austin Aries e Davey Richards dovranno affrontarsi per decidere la stipulazione del quinto ed ultimo match della serie, che si svolgerà il mercoledi successivo nell'edizione speciale di Impact Wrestling denominata Bell to Bell.
Il 28 giugno viene annunciato che il TNA X Division Champion Tigre Uno dovrà difendere il titolo in un three-way elimination match contro DJ Z e Manik.

## Risultati
| # | Match                                                                         | Stipulazioni                                                            | Tempo |
| - | ----------------------------------------------------------------------------- | ----------------------------------------------------------------------- | ----- |
| 1 | Tigre Uno (c) ha sconfitto DJZ e Manik                                        | Triple Threat Elimination match per il TNA X Division Championship      | 12:07 |
| 2 | Robbie E ha sconfitto Jessie Godderz                                          | Single match                                                            | 11:23 |
| 3 | Bram ha sconfitto Matt Morgan                                                 | Street Fight match                                                      | 09:32 |
| 4 | Austin Aries ha sconfitto Davey Richards                                      | Single match                                                            | 17:26 |
| 5 | Awesome Kong e Brooke hanno sconfitto Jade, Marti Bell e Taryn Terrell        | 3-on-2 Handicap match                                                   | 08:06 |
| 6 | James Storm ha sconfitto Magnus                                               | Unsanctioned match                                                      | 16:39 |
| 7 | Ethan Carter III e Tyrus hanno sconfitto Bobby Lashley e Mr. Anderson         | Tag Team match                                                          | 10:13 |
| 8 | Jeff Jarrett ha sconfitto Bobby Roode, Drew Galloway, Eric Young e Matt Hardy | King of the Mountain match per il TNA King of the Mountain Championship | 20:52 |